# Wolfartsweier
Wolfartsweier er en bydel i den tyske by Karlsruhe, Baden-Württemberg. Byen er beliggende sydøst for Karlsruhe centrum og syd for bydelen Durlach.
Wolfartsweier blev for første gang nævnt i 1261 som "Wolvolderswilere". Den lokale kirke, Jakobskirken, er første gang nævnt i 1329. Åen Wettersbach løber gennem byen via en undergrundskanal. I Wolfartsweier er der et rådhus, en protestantisk og katolsk kirke samt et udendørs svømmebad.

Wolfartsweier er en del af sporvognsnettet, der styres af Karlsruher Verkehrsverbundes (KVV). Byen er koblet på linje 2 og 8. Derudover kører busserne 107, 47, 24 og 27 til Wolfartsweier. Motorvejen, A5, går forbi i udkanten af byen.
- Linje 2
- Jakobskirken
- Afkørsel mod Wolfartsweier fra A5